# 利福勒縣 (奧克拉荷馬州)
利福勒縣（英語：Le Flore County）是美国奧克拉荷馬州東南部的一個郡，東鄰阿肯色州，面積4,165平方公里。根据2020年美國人口普查，本縣共有人口48,129人。本縣縣治為波托（Poteau）。本縣是史密斯堡大都會統計區的一部份。
奧克拉荷馬州東區聯邦地方法院位於本縣。

## 歷史

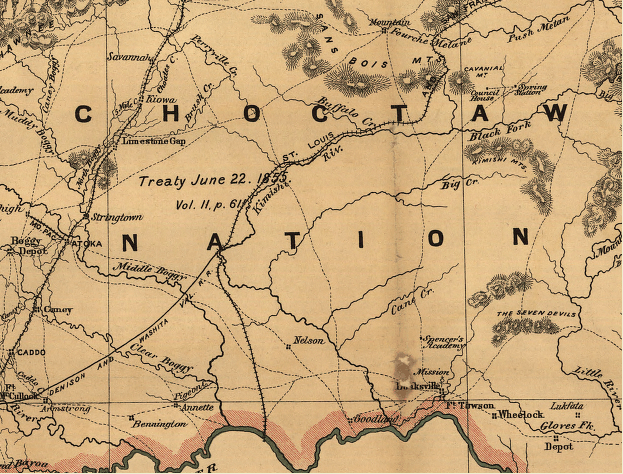
喬克托部族勢力範圍

喬克托部落於1820年與美國政府簽定《多克的斯坦條約》，割讓包含本縣在內的土地以換取另一片土地。於1830年，他們又簽定《舞蹈兔河條約》，將更多土地割予美國，並迫使割讓地的原住民遷離。
本縣於1907年7月16日成立。縣名紀念喬克托族酋長格林伍德·利福勒。

## 地理

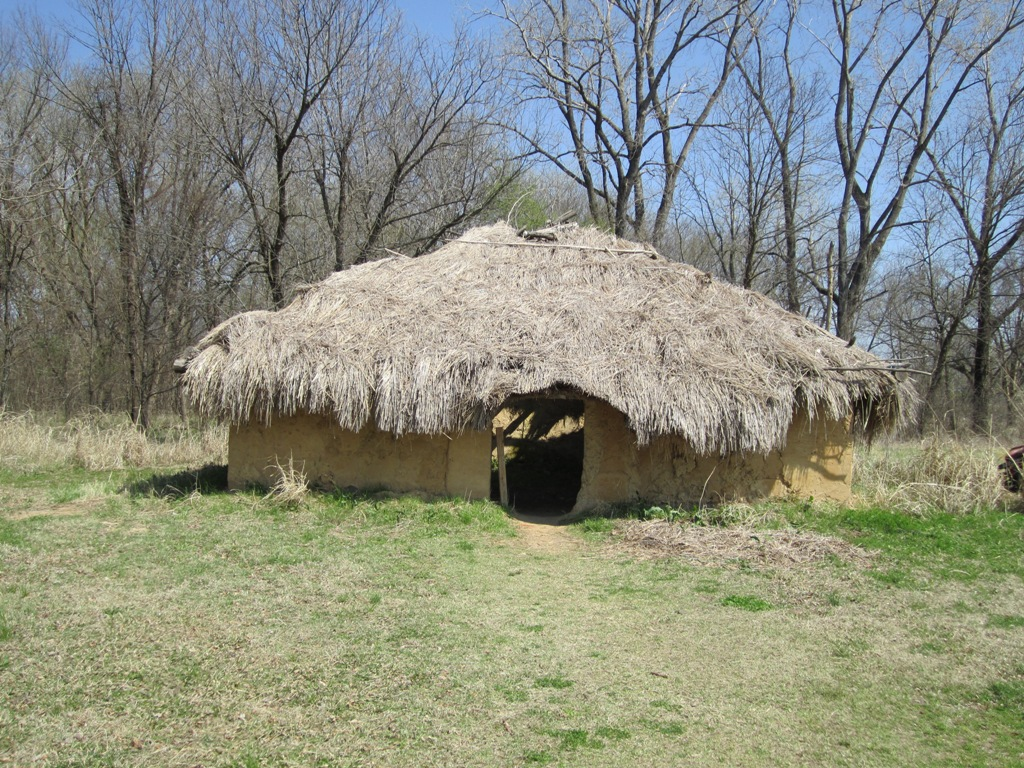
考古遺址斯皮羅土墩

根據2000年人口普查，利福勒縣的總面積為1,608平方英里（4,160平方），其中有1,586平方英里（4,110平方），即98.62%為陸地；22平方英里（57平方），即1.38%為水域。
阿肯色河構成了本縣的北部邊界，而它的支流，波托河和詹姆斯福克河則灌溉整個縣的北部。红河亦是本縣的主要河流之一，其支流凱米希河、小河及福克山河將红河的水灌溉整個縣的南部。沃希托山脈延伸至本縣南部，而部份卡萬納爾峰則位於本縣北部。防洪水庫威斯特湖位於本縣中央部份。

### 主要公路
- 59号美国国道
- 259號美國國道（英语：U.S. Highway 259）
- 270號美國國道（英语：U.S. Highway 270）
- 271號美國國道（英语：U.S. Highway 271）
- 1號奧克拉荷馬州州道（英语：Oklahoma State Highway 1）
- 9號奧克拉荷馬州州道（英语：Oklahoma State Highway 9）
- 31號奧克拉荷馬州州道（英语：Oklahoma State Highway 31）
- 63號奧克拉荷馬州州道（英语：Oklahoma State Highway 63）

### 毗鄰縣
- 奧克拉荷馬州 麥柯廷縣：南方
- 奧克拉荷馬州 普什馬塔哈縣：西南方
- 奧克拉荷馬州 拉蒂默縣：西方
- 奧克拉荷馬州 哈斯克爾縣：西北方
- 奧克拉荷馬州 塞闊雅縣：北方
- 阿肯色州 錫巴斯琴郡：東北方
- 阿肯色州 斯科特縣：東方
- 阿肯色州 波爾克縣：東南方

### 國家保護區
- 沃希托国家森林（部分）
- 旋梯山國家遊樂區（英语：Winding Stair Mountain National Recreation Area）
- 斯皮羅土墩（英语：Spiro Mounds）

## 人口
| 调查年                                | 人口   | 备注 | %±     |
| ------------------------------------- | ------ | ---- | ------ |
| 1910                                  | 29,127 |      | —      |
| 1920                                  | 42,765 |      | 46.8%  |
| 1930                                  | 42,896 |      | 0.3%   |
| 1940                                  | 45,866 |      | 6.9%   |
| 1950                                  | 35,276 |      | −23.1% |
| 1960                                  | 29,106 |      | −17.5% |
| 1970                                  | 32,137 |      | 10.4%  |
| 1980                                  | 40,698 |      | 26.6%  |
| 1990                                  | 43,270 |      | 6.3%   |
| 2000                                  | 48,109 |      | 11.2%  |
| 2010                                  | 50,384 |      | 4.7%   |
| 2012年估计                            | 49,873 |      | −1.0%  |
| 美國十年一度的人口普查 2012年人口估計 |        |      |        |

根據2000年人口普查，利福勒縣擁有48,109居民、17,861住戶和13,199家庭。其人口密度為每平方英里30居民（每平方公里12居民）。本縣擁有20,142間房屋单位，其密度為每平方英里13間（每平方公里5間）。而人口是由80.35%白人、2.21%非裔、10.72%原住民、0.21%亞裔、0.03%太平洋岛民、1.44%其他種族和5.03%混血构成。而西裔或拉美裔佔了人口3.84%。在80.35%白人中，有10.1%為愛爾蘭裔、9.6%為德裔、以及7.7%為英裔。
在17,861住户中，有33.4%擁有一個或以上的兒童（18歲以下）、58.5%為夫妻、11%為單親家庭、26.1%為非家庭、23.1%為獨居、10.9%住戶有同居長者。平均每戶有2.61人，而平均每個家庭則有3.05人。在48,109居民中，有26.1%為18歲以下、9.7%為18至24歲、27%為25至44歲、23.3%為45至64歲以及13.8%為65歲以上。人口的年齡中位數為36歲，女子對男子的性別比為100：99.3。成年人的性別比則為100：97.8。
本縣的住戶收入中位數為$27,278，而家庭收入中位數則為$32,603。男性的收入中位數為$26,214，而女性的收入中位數則為$19,792，人均收入為$13,737。約15.4%家庭和19.1%人口在貧窮線以下，包括24.1%兒童（18歲以下）及16.5%長者（65歲以上）。